# کادیولو
کادیولو (به لاتین: Kadiolo) یک منطقهٔ مسکونی در مالی است که در استان سیکاسو واقع شده‌است.
 کادیولو ۷۸۳ کیلومتر مربع مساحت و ۵۲٬۹۳۲ نفر جمعیت دارد.